# Joanna Doroszkiewicz
Joanna Doroszkiewicz (ur. 19 lutego 1958 w Warszawie) – polska scenograf filmowa i dekoratorka wnętrz. Laureatka Polskiej Nagrody Filmowej oraz Nagrody na Festiwalu Polskich Filmów Fabularnych za najlepsza scenografię. Członkini Polskiej Akademii Filmowej.

## Wybrana filmografia[1]
scenografia:
- Żurek (2003), również dekoracja wnętrz
- Powiedz to Gabi (2003)
- Pręgi (2004), również dekoracja wnętrz
- Jasminum (2006), również dekoracja wnętrz
- Odwróceni (2007)
- 39 i pół (2008-2009)
- 1920. Wojna i miłość (2010)
- Układ warszawski (2011)

dekoracja wnętrz:
- Nic śmiesznego (1995)
- U Pana Boga za piecem (1998)
- Ostatnia misja (1999)
- To ja złodziej (2000)
- Wiedźmin (2001)

## Nagrody i wyróżnienia[1]
- 2005: nominacja do Polskiej Nagrody Filmowej za scenografię do filmu Pręgi
- 2006: Nagroda za scenografię do filmu Jasminum na Festiwalu Polskich Filmów Fabularnych
- 2007: Polska Nagroda Filmowa za scenografię do filmu Jasminum